# Redwood (Texas)
Redwood és una concentració de població designada pel cens dels Estats Units a l'estat de Texas. Segons el cens del 2000 tenia 3.586 habitants.

## Demografia
Segons el cens del 2000, Redwood tenia 3.586 habitants, 901 habitatges, i 785 famílies. La densitat de població era de 235,9 habitants/km².
Dels 901 habitatges en un 58,7% hi vivien nens de menys de 18 anys, en un 63,9% hi vivien parelles casades, en un 13,4% dones solteres, i en un 12,8% no eren unitats familiars. En el 7,9% dels habitatges hi vivien persones soles el 2,1% de les quals corresponia a persones de 65 anys o més que vivien soles. El nombre mitjà de persones vivint en cada habitatge era de 3,98 i el nombre mitjà de persones que vivien en cada família era de 4,16.
Per edats la població es repartia de la següent manera: un 39,1% tenia menys de 18 anys, un 11,2% entre 18 i 24, un 32,5% entre 25 i 44, un 14,2% de 45 a 60 i un 2,9% 65 anys o més.
L'edat mediana era de 25 anys. Per cada 100 dones de 18 o més anys hi havia 107,3 homes.
La renda mediana per habitatge era de 30.132 $ i la renda mediana per família de 31.559 $. Els homes tenien una renda mediana de 20.918 $ mentre que les dones 14.816 $. La renda per capita de la població era de 8.525 $. Aproximadament el 16,6% de les famílies i el 18,5% de la població estaven per davall del llindar de pobresa.

## Poblacions més properes
El següent diagrama mostra les poblacions més properes.